# Lijst van voetbalinterlands Guyana - Haïti
Deze lijst van voetbalinterlands is een overzicht van alle officiële voetbalwedstrijden tussen de nationale teams van Guyana en Haïti. De landen speelden tot op heden acht keer tegen elkaar. De eerste ontmoeting, een vriendschappelijke wedstrijd, werd gespeeld in Georgetown op 30 januari 1973. Het laatste duel, een groepswedstrijd tijdens de CONCACAF Nations League 2022/23, vond plaats op 14 juni 2022 in Santo Domingo (Dominicaanse Republiek).

## Wedstrijden
| № | Plaats         | Datum            | Competitie                      | Wedstrijd      | Uitslag |
| - | -------------- | ---------------- | ------------------------------- | -------------- | ------- |
| 1 | Georgetown     | 30 januari 1973  | Vriendschappelijk               | Guyana − Haïti | 1 − 3   |
| 2 | Georgetown     | 1 februari 1973  | Vriendschappelijk               | Guyana − Haïti | 0 − 1   |
| 3 | Georgetown     | 21 mei 1991      | Vriendschappelijk               | Guyana − Haïti | 1 − 1   |
| 4 | Marabella      | 2 november 2010  | Caribbean Cup 2010 kwalificatie | Haïti − Guyana | 0 − 0   |
| 5 | Saint George's | 14 november 2012 | Caribbean Cup 2012 kwalificatie | Haïti − Guyana | 1 − 0   |
| 6 | Alajuela       | 11 juni 2019     | Vriendschappelijk               | Guyana − Haïti | 1 − 3   |
| 7 | Leonora        | 11 juni 2022     | CONCACAF Nations League 2022/23 | Guyana − Haïti | 2 − 6   |
| 8 | Santo Domingo  | 14 juni 2022     | CONCACAF Nations League 2022/23 | Haïti − Guyana | 6 − 0   |

## Samenvatting
| Competitie                 | Totaal gespeeld | Winst Guyana | Gelijk | Winst Haïti | Doelsaldo Guyana – Haïti |
| -------------------------- | --------------- | ------------ | ------ | ----------- | ------------------------ |
| CONCACAF Nations League    | 2               | 0            | 0      | 2           | 2 − 12                   |
| Caribbean Cup-kwalificatie | 2               | 0            | 1      | 1           | 0 − 1                    |
| Vriendschappelijk          | 4               | 0            | 1      | 3           | 3 − 8                    |
| Totaal                     | 8               | 0            | 2      | 6           | 5 − 21                   |

GFF · A-internationals · Olympisch elftal · Guyaans vrouwenelftal
Amerikaanse Maagdeneilanden ·
Anguilla ·
Antigua en Barbuda ·
Aruba ·
Bahama's ·
Barbados ·
Belize ·
Bermuda ·
Bolivia ·
Cambodja ·
Costa Rica ·
Cuba ·
Dominica ·
Dominicaanse Republiek ·
El Salvador ·
Ethiopië · 
Grenada ·
Guatemala ·
Haïti ·
India ·
Indonesië ·
Jamaica ·
Kaaimaneilanden ·
Kaapverdië ·
Mexico ·
Montserrat ·
Nederlandse Antillen ·
Panama ·
Puerto Rico ·
Saint Kitts en Nevis ·
Saint Lucia ·
Saint Vincent en de Grenadines ·
Suriname ·
Trinidad en Tobago ·
Turks- en Caicoseilanden ·
Verenigde Staten
FHF · A-internationals · Selecties · Bondscoaches · Haïtiaans vrouwenelftal ·  Haïti U21 · Haïti U20 · Haïti U19 · Haïti U18 · Haïti U17
1925 ·
1926 ·
1927–1931 · 
1932 ·
1933 · 
1934 ·
1935–1937 · 
1938 ·
1939 ·
1940–1943 · 
1944 ·
1945–1947 · 
1948 ·
1949 ·
1950 ·
1951 ·
1952 ·
1953 ·
1954 ·
1955 · 
1956 ·
1957 ·
1958 ·
1959 ·
1960 · 
1961 ·
1962 ·
1963 ·
1964 ·
1965 ·
1966 ·
1967 ·
1968 ·
1969 ·
1970 · 
1971 ·
1972 ·
1973 ·
1974 ·
1975 ·
1976 ·
1977 ·
1978 ·
1979 ·
1980 ·
1981 ·
1982 · 
1983 ·
1984 ·
1985 ·
1986–1988 · 
1989 ·
1990 · 
1991 ·
1992 ·
1993 · 
1994 ·
1995 · 
1996 ·
1997 ·
1998 ·
1999 ·
2000 ·
2001 ·
2002 ·
2003 ·
2004 ·
2005 ·
2006 ·
2007 ·
2008 ·
2009 ·
2010 ·
2011 ·
2012 ·
2013 ·
2014 ·
2015 ·
2016 ·
2017 ·
2018 ·
2019 ·
2020 ·
2021 ·
2022 ·
2023 ·
2024 ·
2025
Amerikaanse Maagdeneilanden ·
Antigua en Barbuda ·
Argentinië ·
Aruba ·
Azerbeidzjan ·
Bahama's ·
Bahrein ·
Barbados ·
Belize ·
Bermuda ·
Bolivia ·
Brazilië ·
Britse Maagdeneilanden ·
Canada ·
Chili ·
China ·
Colombia ·
Costa Rica ·
Cuba ·
Curaçao ·
Dominica ·
Dominicaanse Republiek ·
Ecuador ·
El Salvador ·
Grenada ·
Guatemala ·
Guyana ·
Honduras ·
Italië ·
Jamaica ·
Japan ·
Jordanië ·
Kaaimaneilanden ·
Kosovo ·
Mexico ·
Montserrat ·
Nederlandse Antillen ·
Nicaragua ·
Oman ·
Panama ·
Peru ·
Polen ·
Puerto Rico ·
Qatar ·
Saint Kitts en Nevis ·
Saint Lucia ·
Saint Vincent en de Grenadines ·
Spanje ·
Suriname ·
Syrië ·
Trinidad en Tobago ·
Turks- en Caicoseilanden ·
Uruguay ·
Venezuela ·
Verenigde Arabische Emiraten ·
Verenigde Staten ·
Zuid-Korea